# Puente de Carlos IV (Soria)
El puente de Carlos IV es un monumento barroco de la ciudad de Soria (España). Se construyó para salvar el valle del río Golmayo. Es el único acceso a la ciudad desde el Sur.

## Historia
Este puente se construyó en el año 1790, año en el que reinaba en España el monarca Carlos IV, de ahí su nombre. El puente se realizó dentro del proyecto de la carretera general de Soria a Madrid, relalizada entre 1787 y 1790. Las obras de la carretera se suspendieron cuando apenas se habían construido dos kilómetros e hicieron falta 108 años para concluir el tramo de Soria a Medinaceli, manteniéndose mientras tanto de manera precaria los pasos más difíciles para evitar la interrupción del tránsito. Desde su construcción fue el único acceso a la ciudad desde el Sur de la provincia. El puente no solo salvaba el río Golmayo, sino su valle, de ahí sus grandes proporciones y robustez.